# Métalloïde
Ne doit pas être confondu avec semimétal.
Un métalloïde est un élément chimique dont les propriétés sont intermédiaires entre celles des métaux et des non-métaux[pas clair] ou sont une combinaison de ces propriétés. Dans la littérature scientifique, faute de définition standard des métalloïdes, la liste des éléments classés dans cette famille varie selon les auteurs.
Les six éléments généralement reconnus comme métalloïdes sont le bore 5B, le silicium 14Si, le germanium 32Ge, l'arsenic 33As, l'antimoine 51Sb et le tellure 52Te. Cinq autres sont moins fréquemment classés parmi les métalloïdes : le carbone 6C, l'aluminium 13Al, le sélénium 34Se, le polonium 84Po et l'astate 85At. Ce dernier, historiquement rangé parmi les halogènes dans le prolongement des autres éléments du 17e groupe, tend cependant à être davantage considéré comme un métalloïde à mesure que ses propriétés chimiques sont mieux caractérisées. Dans un tableau périodique standard, ils se répartissent en diagonale dans le bloc p le long de l'ancienne ligne de démarcation entre métaux et non-métaux représentée sur les tableaux périodiques de la première moitié du XXe siècle.
Les métalloïdes présentent un aspect métallique mais sont fragiles et médiocres conducteurs de l'électricité. Leurs propriétés chimiques sont essentiellement celles de non-métaux. Ils peuvent former des alliages avec les métaux. Ils présentent généralement une résistance mécanique trop faible pour pouvoir être utilisés dans des applications structurelles, et sont généralement utilisés à travers leurs alliages, comme catalyseurs, en ignifugation, dans la fabrication de verres, les lecteurs de disques optiques, l'optoélectronique, la pyrotechnie, les semiconducteurs et l'électronique. Ce sont les propriétés du germanium et du silicium qui ont permis l'émergence de l'industrie des semiconducteurs dans les années 1950 et le développement de l'électronique à l'état solide au début des années 1960.

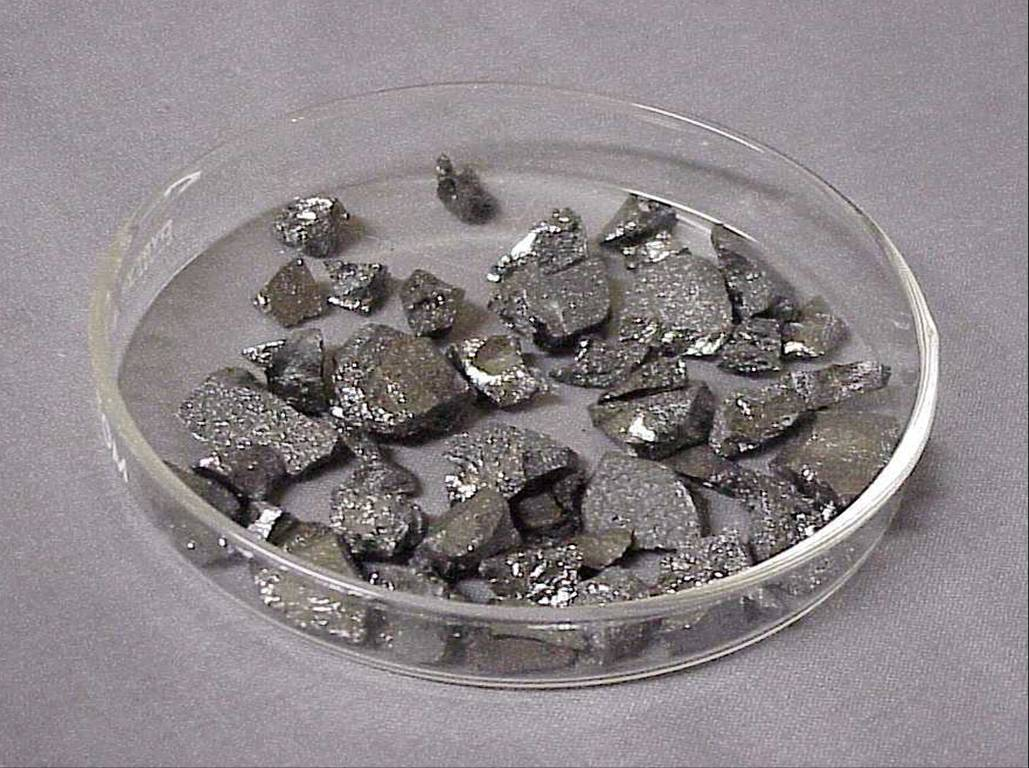
Bore 5B.
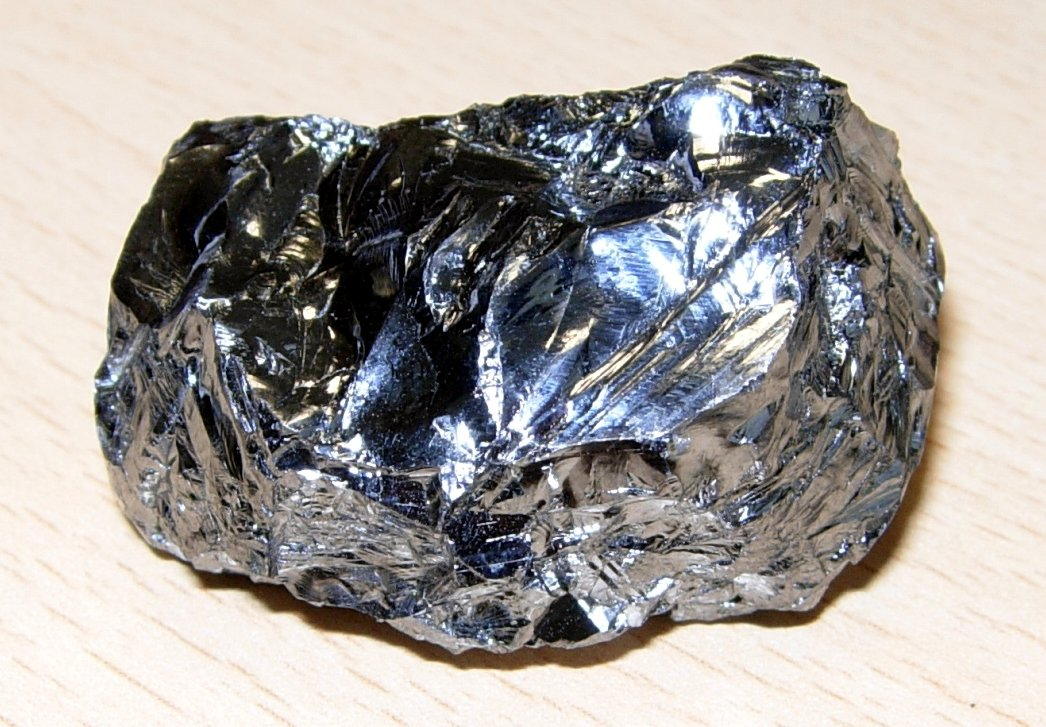
Silicium 14Si.
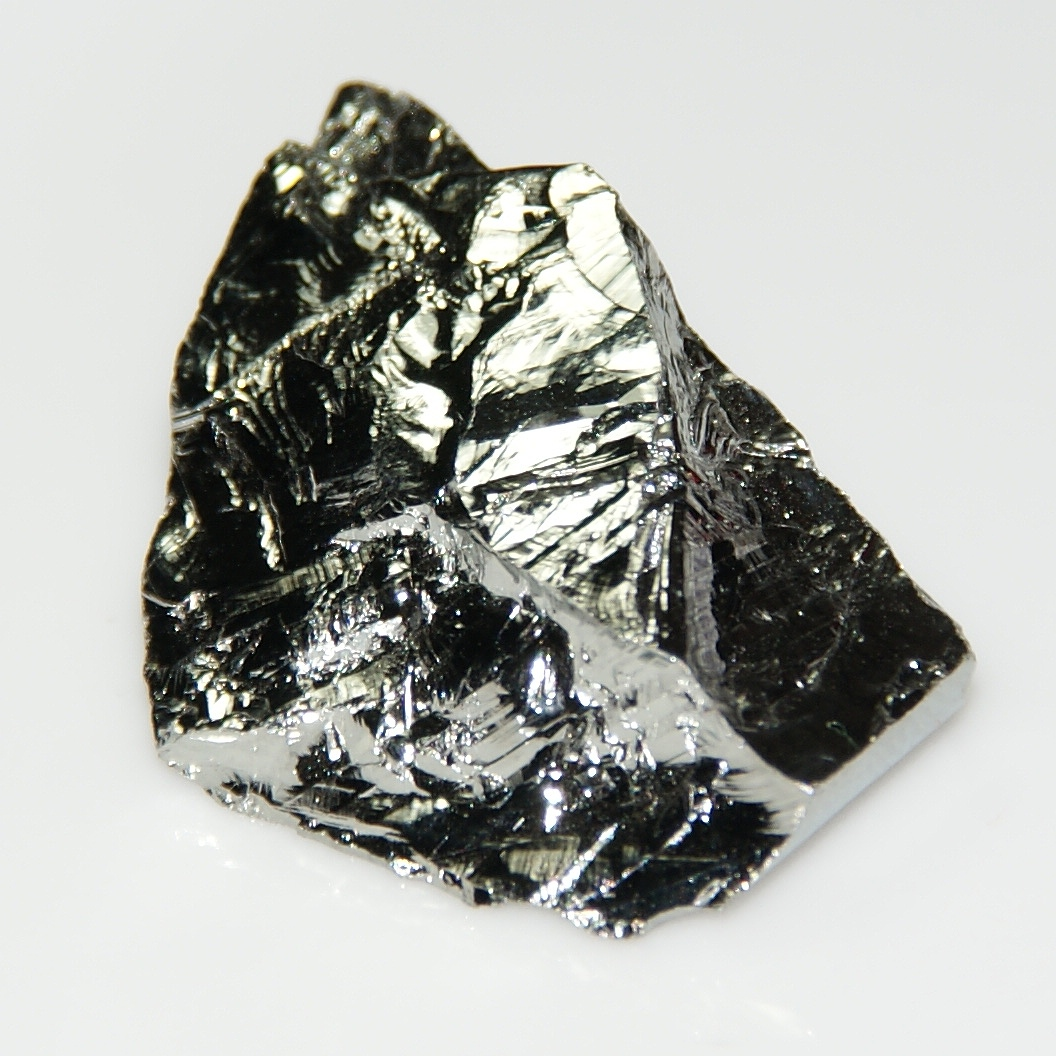
Germanium 32Ge.
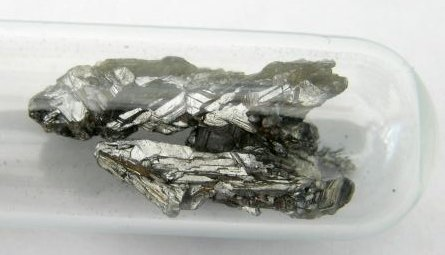
Arsenic 33As.
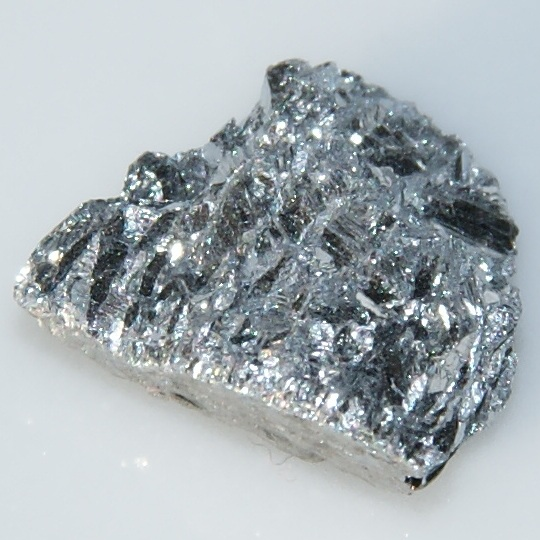
Antimoine 51Sb.
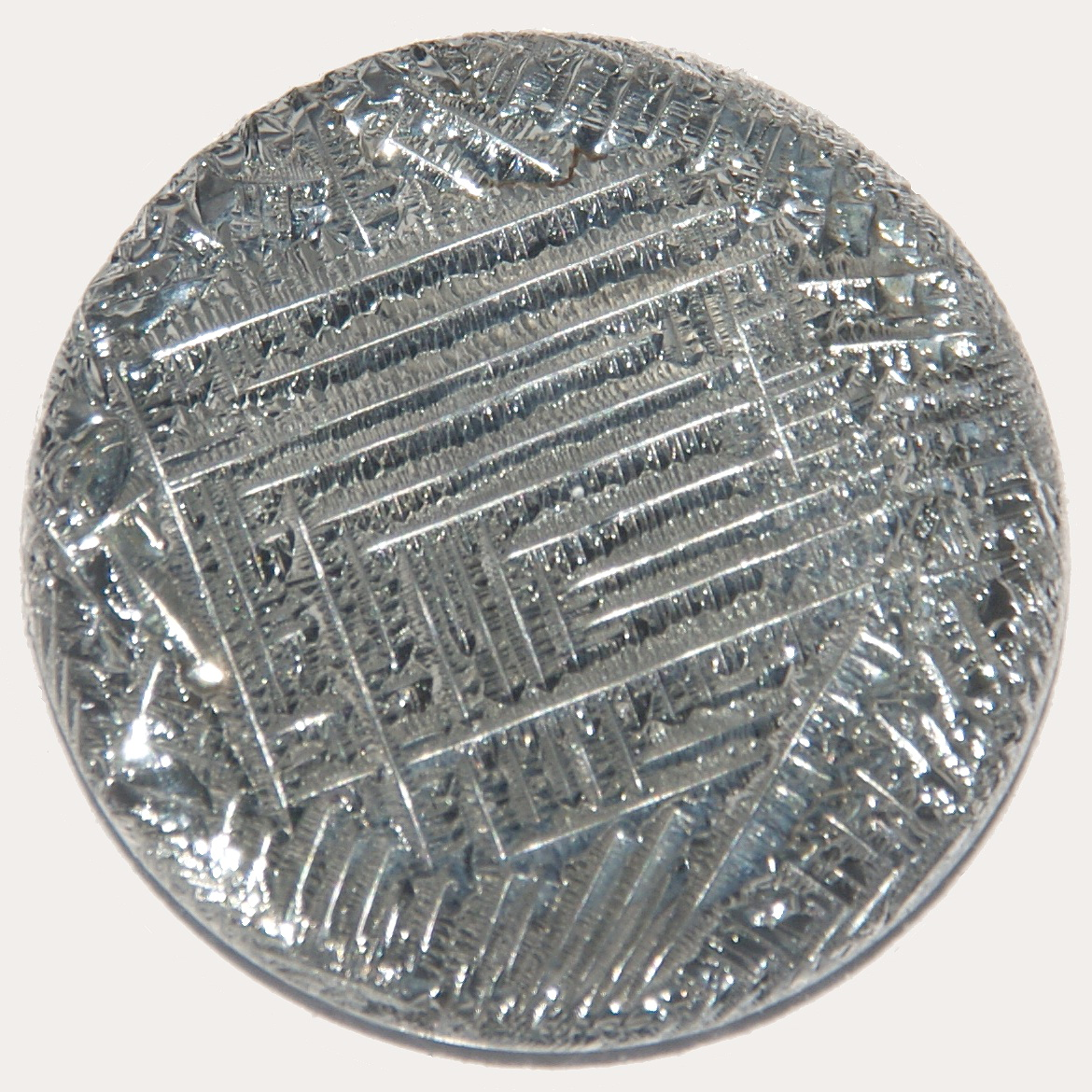
Tellure 52Te.

## Histoire du mot
Le terme métalloïde faisait initialement référence aux non-métaux. Au milieu du XXe siècle sa signification a évolué vers son sens actuel. 
Les métalloïdes sont parfois aussi confondus avec les semimétaux, qui sont cependant une classe de matériaux différente : le bore et le silicium sont ainsi des métalloïdes mais pas des semimétaux, tandis que l'étain et le bismuth sont des semimétaux mais pas des métalloïdes.

## Propriétés
Le tableau ci-dessous résume quelques propriétés physiques des métalloïdes. L'astate n'ayant jamais pu être observé en grandes quantités, ses données macroscopiques sont mal connues, et certaines sont déduites de simulations numériques. Sa masse volumique à température ambiante résulte ainsi de modèles de calcul, et la donnée figurant dans la colonne rayon atomique est relative à son rayon de covalence.
| Élément   | Masse atomique | Température de fusion | Température d'ébullition | Masse volumique | Rayon atomique | Configuration électronique[2] | Énergie d'ionisation | Électronégativité (Pauling) |
| --------- | -------------- | --------------------- | ------------------------ | --------------- | -------------- | ----------------------------- | -------------------- | --------------------------- |
| Bore      | 10,813 5 u     | 2 076 °C              | 3 927 °C                 | 2,08 g·cm-3     | 90 pm          | [He] 2s2 2p1                  | 800,6 kJ·mol-1       | 2,04                        |
| Silicium  | 28,085(1) u    | 1 414 °C              | 3 265 °C                 | 2,329 g·cm-3    | 111 pm         | [Ne] 3s2 3p2                  | 786,5 kJ·mol-1       | 1,90                        |
| Germanium | 72,630(8) u    | 938 °C                | 2 833 °C                 | 5,323 g·cm-3    | 122 pm         | [Ar] 4s2 3d10 4p2             | 762 kJ·mol-1         | 2,01                        |
| Arsenic   | 74,921 595 u   | 615 °C                | 615 °C                   | 5,727 g·cm-3    | 119 pm         | [Ar] 4s2 3d10 4p3             | 947,0 kJ·mol-1       | 2.18                        |
| Antimoine | 121,760(1) u   | 630,63 °C             | 1 635 °C                 | 6,697 g·cm-3    | 140 pm         | [Kr] 5s2 4d10 5p3             | 834 kJ·mol-1         | 2,05                        |
| Tellure   | 127,60(3) u    | 449,51 °C             | 988 °C                   | 6,24 g·cm-3     | 140 pm         | [Kr] 5s2 4d10 5p4             | 869,3 kJ·mol-1       | 2,1                         |
| Astate    | [210]          | 302 °C                | 337 °C                   | 6,35 g·cm-3     | 150 pm         | [Xe] 6s2 4f14 5d10 6p5        | 899 kJ·mol-1         | 2,2                         |

## Historique
Dès les débuts de la chimie et jusqu'en 1964, les corps simples sont classés en métaux et métalloïdes. Le terme de métalloïdes désignait à cette époque ce que nous appelons aujourd'hui les non-métaux,,. Les métaux se reconnaissaient alors à des critères physiques (dureté, éclat métallique, conduction de l'électricité...) et des critères chimiques (production d'au moins un oxyde basique...). Les éléments qui n'ont pas ces caractéristiques étaient les métalloïdes,.
Cette classification était cependant discutée : le plomb qui n'a pourtant pas d'éclat métallique est bien un métal, tandis que l'étain qui le possède est aussi un métal. D'autres cas étaient ambigus, tel le carbone : sa variété graphite n'est pas dure mais conduit l'électricité ; sa variété diamant est dure mais ne conduit pas l'électricité. 
À partir des années 1960, le critère retenu devint celui de la nature des liaisons mises en jeu : métalliques pour les métaux, covalentes pour les métalloïdes. On nommait alors, à cette époque, métaux les éléments chimiques dont le nombre d'électrons dans la bande de valence (électrons les plus externes) est compris entre 1 et 3, et métalloïdes ceux dont ce nombre est compris entre 4 et 7 électrons. Les métaux occupaient ainsi la partie gauche du tableau de Mendeleïev, et les métalloïdes la partie droite à partir de la 13e colonne. Il s'agissait des groupes du fluor (colonne VIIB), de l'oxygène (colonne VIB), de l'azote (colonne VB), du carbone (IVB) et du bore (colonne IIIB). L'hydrogène est un cas à part : considéré dès sa découverte comme un métalloïde (comme tous les éléments gazeux dans les conditions normales), il présente à l'état solide toutes les caractéristiques d'un métal. C'est l'hydrogène métallique.
Jusqu'en 1964, les programmes d'enseignement de la chimie en France se limitaient à l'étude des métalloïdes,,,. Pour les classes préparatoires aux grandes écoles, les éléments étudiés étaient : l'hydrogène, l'oxygène, l'azote, les halogènes, le soufre, le phosphore, l'arsenic, le carbone, le silicium et le bore. Les manuels de chimie se déclinaient alors en chimie générale et chimie des métalloïdes,,,.
Il fallut attendre 1965, pour que ces programmes introduisent l'étude des métaux (principalement le fer) et quelques produits organiques. À cette époque le terme de « métalloïde » tomba en désuétude et fut remplacé par « non-métaux ». Parallèlement les livres de chimie se déclinent en chimie générale, chimie minérale et chimie organique.

## Concept actuel
Le concept de métalloïde se rapporte à un élément chimique qui ne peut être classé ni dans les métaux ni parmi les non-métaux, c'est-à-dire dont les propriétés physiques et chimiques sont intermédiaires entre celles d'un métal et d'un non-métal.
Il convient de remarquer qu'il n'existe aucune définition standard précise de « métalloïde » et qu'il n'y a pas de consensus sur les éléments qu'il convient de classer dans cette famille. Il n'est pas mentionné dans le Gold Book de l'IUPAC qui reconnaît en revanche les termes métal et non-métal. Par ailleurs, certains livres de chimie inorganique, actuels, voire un peu anciens, n'utilisent pas ce terme, alors que d'autres en font usage . 
Les métalloïdes sont caractérisés par les propriétés suivantes :
- leurs oxydes sont généralement amphotères (ceux des métaux sont plutôt basiques et ceux des non-métaux plutôt acides) ;
- ils se comportent comme des semiconducteurs (notamment le bore, le silicium et le germanium).

Les métalloïdes forment donc une bande oblique dans le tableau périodique entre les métaux et les non-métaux :
- Bore 5B
- Silicium 14Si
- Germanium 32Ge
- Arsenic 33As
- Antimoine 51Sb
- Tellure 52Te
- Astate 85At

Il convient de distinguer les termes métalloïde, semi-métal et semiconducteur, car un métalloïde désigne un groupe d'éléments chimiques tandis que les termes semi-métal et semiconducteur caractérisent des matériaux, y compris des alliages métalliques ou des matériaux organiques.
Certains éléments adjacents à la famille des métalloïdes peuvent avoir des variétés allotropiques qui présentent des comportements métalloïdes : c'est le cas du carbone graphite (alors que le diamant est clairement non-métallique), ainsi que du phosphore, de l'étain et du bismuth.
Il existe un nombre pair d'électrons par cellule unité, de sorte que les bandes de valence devraient être occupées, et les bandes de conduction vacantes, ce qui conduirait à un semi-conducteur. Cependant, dans un semi-métal, la bande de valence et la bande de conduction se recouvrent partiellement. Il en résulte que certains états les plus hauts de la bande de valence sont vacants, et certains états les plus bas de la bande de conduction sont partiellement occupés.
Un semi-métal est donc un conducteur dans lequel les porteurs de charge sont soit des trous dans la bande de valence soit des électrons dans la bande de conduction. Il est possible en appliquant une pression de modifier la structure de bande d'un matériau pour produire une transition semi-conducteur → semi-métal.

## Toxicologie
Certains comme l'arsenic sont hautement toxiques, mais tout en étant aussi oligoéléments à très faible dose. 

Seuls ou en combinaisons plus ou moins synergiques – les métalloïdes en tant que contaminants de l'eau, de l'air et des sols sont soupçonnés de causer des morts et fausses-couches, et à plus faible dose des prématurités, malformations congénitales, diminutions du poids du nouveau-né à la naissance ;  d’être source de troubles du développement et de la santé future de l’enfant et du futur adulte (troubles de la fertilité et de la santé reproductive, problèmes psychomoteurs, intellectuels et du métabolisme ainsi que d’augmenter le risque de développer certains cancers… ce qui en fait un sujet de santé publique et de recherche, car certains liens de cause à effet sont encore à préciser ou à confirmer.
Enfants et femmes enceintes y sont a priori plus vulnérables. 

En France le programme national de biosurveillance contient un  « Volet périnatal » qui comprend notamment un travail de collecte des données et d’études de l’imprégnation des femmes enceintes en 2011 (à partir du suivi de 4 145 femmes enceintes de la « Cohorte Elfe », ayant accouché en France en 2011 (hors Corse et TOM)) par 13 métaux et métalloïdes jugés prioritaires que sont l’antimoine, l’arsenic, le cadmium, le césium, le chrome, le cobalt, l’étain, le mercure, le nickel, le plomb, l’uranium, le vanadium). L’aluminium est aussi source d’interrogations toxicologiques mais en raison de son caractère ubiquitaire, il a été jugé source trop fréquente de contamination des échantillons et donc retiré du cadre du volet périnatal du programme national de surveillance.
Ce travail sur la contamination des femmes enceintes est basé sur l’étude de sang de cordon, urines, cheveux  et sérum). Il complète un autre volet du programme ayant précédemment (2016) porté sur les polluants organique (bisphénol A, phtalates, pesticides et polluants organiques persistants tels que dioxines, furanes, PCB, retardateurs de flamme et composés perfluorés), lesquels peuvent parfois agir synergiquement pour développer d’autres formes de toxicité avec les métaux et métalloïdes. 

C’est la première étude de ce type faite en France. Elle apporte (pour la France continentale uniquement) des indicateurs (nationaux) d’imprégnation des femmes enceintes par les métaux et métalloïdes. Elles permettent des comparaisons avec d’autres études (antérieures ou postérieures) dans le monde, qui montrent les tendances en termes d’imprégnation aux métaux et métalloïde de la mère, du fœtus ou bébé (via l’allaitement notamment) en période périnatale . D’autres études ont porté sur le méconium. Ces études contribuent aussi à identifier les déterminants qui amènent certains niveaux d’imprégnation.